# Pelteobagrus intermedius
Pelteobagrus intermedius är en fiskart som först beskrevs av Nichols och Pope 1927.  Pelteobagrus intermedius ingår i släktet Pelteobagrus och familjen Bagridae. Inga underarter finns listade i Catalogue of Life.